# Samoanische Zeitung
Die Samoanische Zeitung war eine deutschsprachige Wochenzeitung in Deutsch-Samoa  von 1901 bis 1914. Sie war die einzige reguläre Zeitung in den deutschen Kolonien im Pazifik.

## Geschichte
Seit 1892 erschien die englischsprachige Samoa Weekly Herald in Apia.
Nach der deutschen Übernahme des Gebietes 1900 wurde diese von deutschen Unternehmern übernommen.
Seit dem 6. April 1901 erschien sie als Samoanische Zeitung zunächst monatlich, dann wöchentlich.
Der erste Teil der Zeitung wurde in deutscher Sprache publiziert, der zweite in englischer Sprache, mit verkürzten Übersetzungen der deutschen Artikel und einigen  eigenen Artikeln.
Der deutsche verantwortliche Redakteur war Emil Lübke.
Die Samoanische Zeitung berichtete  vor allem über Ereignisse und das Leben in Samoa, auch über die einheimische Kultur. Sie wurde auch von interessierten Lesern in benachbarten Regionen und im Deutschen Reich gelesen.
Nach der neuseeländischen Besetzung des Gebietes im August 1914 wurde die Zeitung zunächst weiter herausgegeben. Seit 1915 hieß sie The Samoa Times mit einem englischsprachigen Hauptteil und einer deutschsprachigen Beilage bis 1916, danach nur noch englischsprachig.
Ab 1918 gab es mehrere Nachfolgezeitungen bis 1942.